# Pristimantis fenestratus
Pristimantis fenestratus és una espècie de craugastòrid que es troba al Brasil, el Perú i Bolívia. Les femelles mesuren 4 cm i els mascles 3 cm. Viu en boscs i llacs.